# Dorfkirche Niewisch

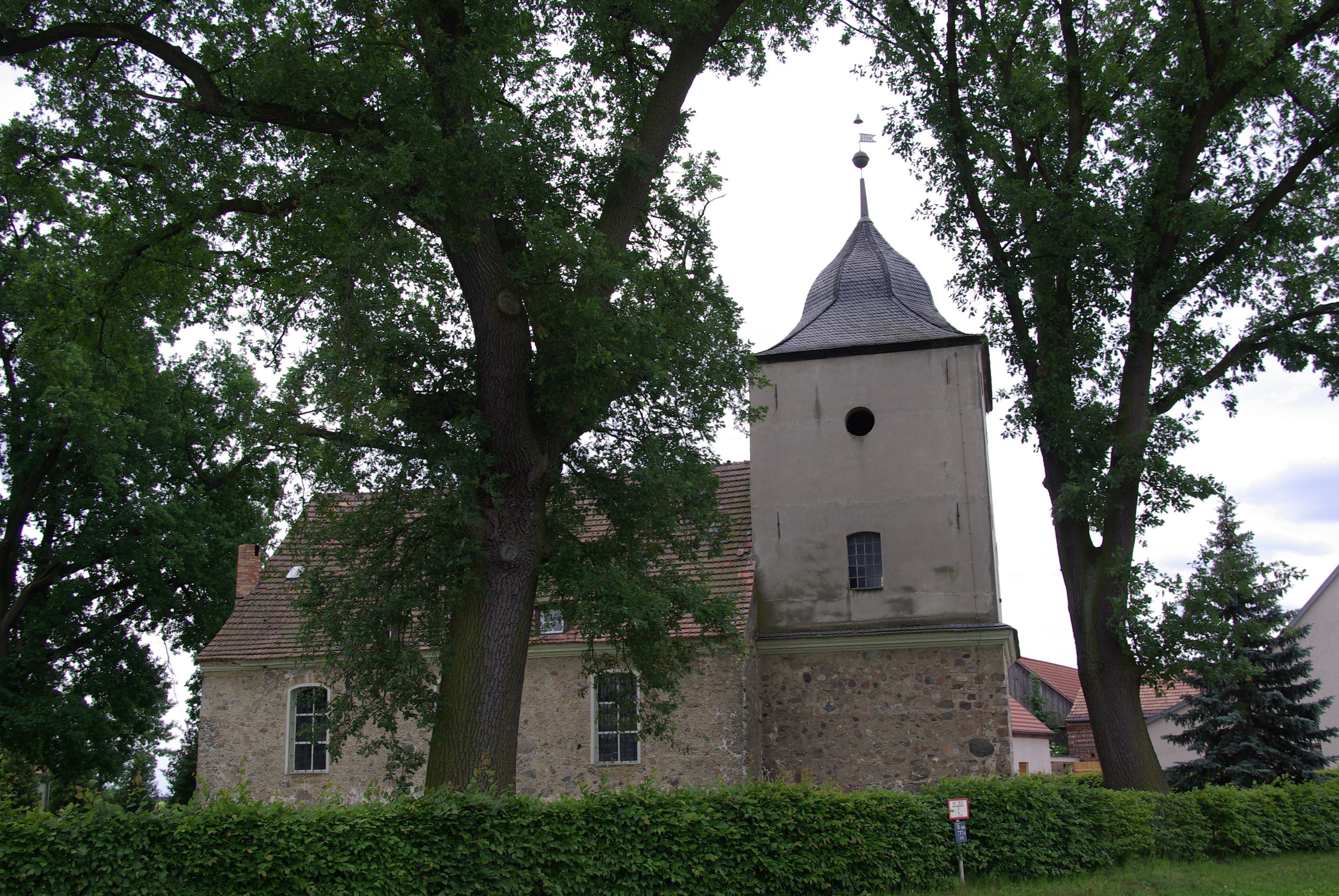
Dorfkirche Niewisch

Die evangelische, denkmalgeschützte Dorfkirche Niewisch steht in Niewisch, einem Ortsteil der Stadt Friedland im Landkreis Oder-Spree von Brandenburg. Die Kirche gehört zum Kirchenkreis Oderland-Spree der Evangelischen Kirche Berlin-Brandenburg-schlesische Oberlausitz.

## Beschreibung
Die im Kern spätgotische Feldsteinkirche besteht aus einem Langhaus, das 1786 neu errichtet und mit einem neuen Satteldach bedeckt werden musste, und einem quadratischen Kirchturm im Westen, dessen Erdgeschoss aus Feldsteinen mit zwei Geschossen aus verputztem Holzfachwerk 1786 aufgestockt und mit einer achtseitigen, schiefergedeckten Glockenhaube bedeckt wurde.
Der Innenraum hat Emporen an drei Seiten. Auf der Empore im Westen steht die Orgel, die 1905 von der Alexander Schuke Potsdam Orgelbau in einen Prospekt von 1837 eingebaut wurde. Zur Kirchenausstattung gehören ein Kanzelaltar, ein Altarkreuz und ein Opferstock aus dem 16. Jahrhundert.